# Auguste Joseph Marius Chauvin
Pour les articles homonymes, voir Chauvin.
Auguste Joseph Marius Chauvin est un homme politique français né le 12 février 1869 à Saint-Pal-de-Chalençon (Haute-Loire) et décédé le 2 octobre 1945 au Puy-en-Velay (Haute-Loire).

## Biographie
Président de la société agricole d'Yssingeaux, directeur de la caisse du crédit agricole de la Haute-Loire, il a fait carrière dans l'enseignement agricole, devenant directeur de l'école d'agriculture. Il est député de la Haute-Loire de 1924 à 1928, siégeant au groupe radical.

## Sources
- « Auguste Joseph Marius Chauvin », dans le Dictionnaire des parlementaires français (1889-1940), sous la direction de Jean Jolly, PUF, 1960 [détail de l’édition]